# Gaber Dobrovoljc
Gaber Dobrovoljc (Lubiana, 27 gennaio 1993) è un calciatore sloveno, difensore del Portogruaro.

## Carriera

### Nazionale
Ha esordito con la nazionale Under-21 slovena durante le qualificazioni ai campionati europei di categoria.

## Palmares

### Club

#### Competizioni nazionali
- Coppa di Slovenia: 1

Domžale: 2016-2017